# Žižula
Žižula (obična žižulja, žižulja, čičimak, činguljin, čičindra, lat.: Ziziphus jujuba; sin.: Ziziphus zizyphus), poznata i kao kineska datulja. Po broju stabala najbrojnije je voće u Kini. Uzgaja se širom Azije, na Mediteranu, kao i u SAD-u u novije vrijeme. Kod nas je prisutna u primorju, posebno na području od Dubrovnika do Zadra, a ima je i u Istri.

## Opis
Žižula je grmolika biljka ili stablo visine od oko 9 metara guste krošnje i povijenih grana. Na granama se nalazi veliki broj oštrog trnja i manje, lisne grančice duge do 25 cm. Na lisnim grančicama rastu manji, duguljasti, sjajni, kožnati i blago nazubljeni listovi. Cvjetovi su maleni, dvospolni i privlačni pčelama. Na istim grančicama rastu cvjetovi i plodovi, a one otpadaju po završetku vegetacije. Plodovi su jajasti i oblika masline, kao nedozreli su svijetle zelene boje. U rujnu počinju mijenjati boju, lagano žute, a zatim poprimaju jarku crveno-narančasto-smeđu boju. Krajem rujna ili početkom listopada plodovi se beru i upotrebljavaju. Meso ploda je svijetle, žućkasto-zelene boje, prijatnog, slatko-kiselog okusa, a u sredini je tvrda koštica.

## Sastav
Plodovi sadrže: oko 8,7 % šećera, 2,6 % bjelančevina, 1,4 % pepela, 1,7 % pektina i 1,3 % tanina.
Minerali - kalcij: 130mg; fosfor: 168mg; željezo: 3.5mg; natrij: 12mg; kalij: 1050mg
Vitamini - A: 125mg; tiamin (B1): 0.1mg; R
riboflavin (B2): 0.18mg; niacin: 2.8mg; B6: 0 mg; C: 300mg;

### Plodovi
Plodovi su bogati: askorbinskom kiselinom, proteinima, šećerima i kiselinama. Plod Zizyphus mauritiana sadrži: vitamine (vitamin A, vitamin B, vitamin C, b-karoten), aminokiseline, elemente u tragovima, masti, organske kiseline (malonska, vinska, itd.), sterole, kumarine, flavonoide (kemferol, miricetin) itd.), triterpene, itriterpenske glikozide (oleanolna kiselina, bursolna kiselina, betulin, betulinska kiselina, saponini žižule: 1, 2, 3; jujubozid B), izokinolinski alkaloidi (stefarin, azimiloban).

### Sjemenke
Sjemenke sadrže:
- jujubozid A
- jujubozid B
- aglikon jujubozida — jujubogenin
- spinozid
- šećere (glukoza, arabinoza, ramnoza, ksiloza itd.)

### Lišće i njegov učinak na okusne pupoljke
Listovi sadrže tvari koje mijenjaju okus (zizifine, gineminsku kiselinu i dr.), dok žvakanje privremeno paralizira percepciju slatkog i gorkog okusa, zbog čega se kod nekih ljudi gubi sposobnost percepcije slatkog, ljutog i gorkog okusa. Šećer kušan nakon toga, doživljava se kao neukusan. Međutim, sposobnost osjeta slanog, kiselog i boli u potpunosti je očuvana. Ovo svojstvo lišća ranije je korišteno u korištenju nekih gorkih lijekova, posebno kinina u liječenju malarije.

### Kora
- tanini
- saponini

## Uzgoj žižule
Žižula raste u toplim krajevima, a odlikuje se velikom otpornošću na temperaturne promjene, tako ljeti može izdržati i preko 40 °C i sušu, a kada odbaci svoje grančice, postaje vrlo otporna i na hladnoću, u razdoblju mirovanja podnosi temperaturu i do –25 °C. Žižula najbolje uspijeva u dubokim i plodnijim tlima, a lošije na području gdje su tla alkalna i karbonatna, zbog mogućnosti oboljenja u obliku različitih kloroza. Biljka se razmnožava sjemenom, reznicama, izdancima i cijepljenjem.

## Upotreba
Plod se jede sirov, te djelomično ili potpuno osušen. Također, od plodova žižule rade se marmelade, sokovi i rakija na bazi lozovače. Plod se preporučuje zbog visokog sadržaja korisnih sastojaka i vitamina C, za sniženje krvnog tlaka i za liječenje želučanih i crijevnih tegoba. Plodovi, lišće i kora žižule koriste se u farmaceutskoj industriji za proizvodnju lijekova i čajeva. Koristi se i u kineskoj tradicionalnoj medicini.

## Ljekovitost
Kao ljekovite sirovine koriste se svi dijelovi biljke: plodovi, sjemenke, lišće, kora, korijenje.  Imaju umirujuće, hipotenzivno, toničko, diuretičko djelovanje, sjemenke imaju sedativni učinak, toniziraju probavu, kora korijena koristi se za proljev. U isto vrijeme, ekstrakt ploda žižule, kako je pokazalo kontrolirano kliničko istraživanje, može biti koristan kod kroničnog zatvora  .Još jedno kliničko opažanje pokazalo je učinkovitost žižule kod neonatalne žutice  . Utvrđeno je da žižula može spriječiti nastanak etanola oksidativni stres hipokampalnih struktura .
Koristi se za proizvodnju dodataka prehrani .

## Vanjske poveznice
https://pfaf.org/user/Plant.aspx?LatinName=Ziziphus+jujuba